# Katriczew
Katriczew (ros. Катричев) – osiedle w Rosji, w obwodzie wołgogradzkim, w rejonie bykowskim. W 2010 liczyło 1897 mieszkańców.